# 沙集乡
沙集乡，是中华人民共和国河南省商丘市虞城县下辖的一个乡镇级行政单位。

## 行政区划
沙集乡下辖以下地区：
沙集村、杏岗寺村、胡楼村、任楼村、徐油坊村、周庄村、贺桥村、唐庄村、朱庄村、沈集村、高庄村、贺楼村、曹楼村、王楼村、马楼村、大刘楼村、任桥村、郑海村、柳杭村、陈堂村、老集村和曹小庙村。